# Nefropatia da reflusso
La nefropatia da reflusso è una patologia cronica dei reni che può svilupparsi in persone affette da reflusso vescico-ureterale. Nelle fasi precoci, essa ha le caratteristiche di una pielonefrite cronica.

## Quadro clinico e storia naturale
L'evoluzione della nefropatia può variare in base a diversi fattori, quali la gravità del reflusso, l'età di insorgenza, l'eventuale coesistenza di altre malattie o di ostruzione delle vie urinarie, le terapie antibiotiche o chirurgiche effettuate.
In generale, il decorso è spesso insidioso, caratterizzato talvolta da saltuari episodi di pielonefrite acuta, altre volte silente, con occasionale presenza di batteri in quantità patologica all'esame delle urine (batteriuria), sintomi legati all'infiammazione delle basse vie urinarie come disuria e pollachiuria, a volte febbricola e dolore ai fianchi o all'addome. Il quadro clinico descritto prende il nome di pielonefrite cronica.
La nefropatia da reflusso, in assenza di trattamento, tende ad evolvere dal punto di vista anatomopatologico verso la fibrosi del tessuto renale, che si esprime nella formazione delle cosiddette "cicatrici", e, dal punto di vista funzionale, verso l'insufficienza renale cronica.

## Anatomia patologica
Caratteristica della nefropatia da reflusso è la presenza di lesioni macroscopiche, visibili cioè ad occhio nudo, molto evidenti, mentre le alterazioni istologiche, osservabili al microscopio ottico, sono poco specifiche. I reni affetti hanno generalmente aspetto irregolare e asimmetrico (a differenza di quanto accade nelle glomerulonefriti croniche, nelle quali la cicatrizzazione dei reni è uniforme e simmetrica). Le cicatrici, grossolane, si formano nella zona di confine tra corticale e midollare renale; possono essere singole o multiple, localizzate in un solo rene o in entrambi. I calici appaiono spesso dilatati e deformati.
Dal punto di vista microscopico prevale il danno localizzato ai tubuli, che appaiono dilatati e pieni di materiale simil-colloideo, e all'interstizio renale, dove si osserva infiltrazione da parte di neutrofili. Anche i vasi possono essere coinvolti: nelle aree cicatriziali si possono osservare aspetti di endoarterite obliterante a carico delle arterie interlobulari ed arcuate.

## Fattori prognostici
L'evoluzione della nefropatia verso l'insufficienza renale cronica è dovuta a diversi fattori, elencati di seguito.
- Ritardo della crescita renale: nei bambini affetti da reflusso vescico-ureterale congenito è stato da tempo dimostrato che il reflusso vescico-ureterale compromette il normale sviluppo dei reni, soprattutto in presenza di infezioni ricorrenti.[1] Nei bambini con reflusso di grado elevato, il rischio di sviluppare insufficienza renale è oltre 5 volte superiore a quello dei coetanei sani.[2]
- Ostruzione ed altre anomalie congenite: nei bambini affetti da RVU spesso coesistono altre malformazioni che possono contribuire al danno renale e alla progressiva perdita di funzione. Fra queste ricordiamo il doppio distretto reno-ureterale (di vario grado), le cisti renali, i diverticoli vescicali (che possono favorire le infezioni), l'ostruzione degli ureteri e della pelvi, la presenza di valvole uretrali posteriori (che ostruiscono il normale deflusso dell'urina). Anche l'eventuale coesistenza di calcolosi può contribuire al danno.
- Ipertensione: gioca un doppio ruolo nella nefropatia da reflusso, potendo rappresentarne una conseguenza ed un fattore aggravante. Nei bambini la nefropatia legata al reflusso rappresenta una delle cause più comuni di ipertensione.[3] Il meccanismo fisiopatologico che porta allo sviluppo di ipertensione non è completamente noto, ma molto probabilmente è coinvolto il sistema renina-angiotensina.[4]
- Proteinuria: la perdita di proteine con le urine in quantità patologica si verifica, talvolta nel contesto di una sindrome nefrosica, in molti pazienti affetti da nefropatia da reflusso. Il primo autore che evidenziò il legame fra questa nefropatia, l'insorgenza di proteinuria e lo sviluppo di sclerosi glomerulare fu Kincaid-Smith nel 1984.[5]